# Wachstumsschub
Als Wachstumsschub bezeichnet man einen deutlichen Anstieg der Wachstumsgeschwindigkeit (Zuwachs). Die Wachstumsgeschwindigkeit ist dabei als die Zunahme einer Körpergröße (Masse, Volumen, Länge, Breite) pro Zeitspanne definiert.

## Pubertätswachstumsschub
Während des Körperwachstums steigt die Wachstumsgeschwindigkeit nach der Geburt zumeist an, um dann in der infantilen Ruhephase auf ein Minimum zu sinken. Beim Menschen beträgt beispielsweise der Zuwachs an Körperhöhe in der frühen Entwicklung über 20 cm/Jahr und sinkt dann auf unter 6 cm/a.
Erst zur Pubertät kommt es zu einem erneuten Anstieg des Zuwachses. Dieser Pubertätswachstumsschub wird bei Säugetieren vor allem durch Estrogene induziert, welche die Sekretion von Wachstumshormon, IGF-1 und lokalen Wachstumsfaktoren steigern. Bei männlichen Individuen stimulieren in der späteren Pubertät auch Androgene das Körperwachstum. Der Pubertätswachstumsschub setzt bei Mädchen etwa zwei Jahre früher ein als bei Jungen, fällt aber geringer aus. Er dauert im Mittel 2,8 Jahre. Bei einem Hypogonadismus bleibt der Wachstumsschub aus.

## Wachstumsschübe in der frühkindlichen Entwicklung
Während der frühkindlichen Entwicklung werden als Wachstumsschub vermeintliche Entwicklungssprünge von Neugeborenen in etwa den ersten 14 Lebensmonaten bezeichnet. Diese „Wachstumsschübe“ seien explizit nicht am körperlichen, sondern an der geistigen Entwicklung abzulesen. Die „Schübe“ würden bei Neugeborenen etwa gleichzeitig stattfinden. Entscheidend sei die Zeit seit errechnetem Geburtstermin, nicht der tatsächliche Geburtstermin. Die Wachstumsschübe würden einhergehen mit besonders starkem Unwohlsein des Säuglings. Die Kriterien dafür sind schwammig und werden wissenschaftlich nicht beachtet.

## Kieferorthopädie

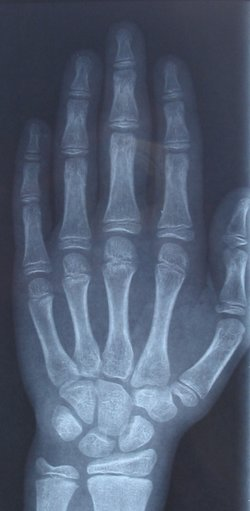
Handröntgenaufnahme

In der Kieferorthopädie (KFO) ist die Bestimmung des Beginns des pubertären Wachstumsschubs oft entscheidend, um den richtigen Zeitpunkt für den Beginn einer KFO-Therapie festzulegen. Handröntgenaufnahmen haben sich als zuverlässiges Instrument hierfür erwiesen. Hierfür existieren zwei gängige Methoden: Die erste stellt das sogenannte SMA-System (Skeletal Maturity Assessment) dar. Sie wurde von Fishman entwickelt, basierend auf der Beobachtung sechs anatomischer Punkte lokalisiert am Daumen, Mittelfinger, Pink und Radius. Um die skelettale Reife von Patienten einschätzen zu können, benutzte Björk Reifeindikatoren, die für den kieferorthopädisch interessanten Altersbereich zwischen 9 und 16 Jahren typisch sind. Das Verhältnis von Dia- und Epiphysen der ersten, zweiten und dritten Phalanx sowie das Auftreten kleinerer Knochenstrukturen, beispielsweise. des Sesamoids, werden analysiert. Daneben gibt es die Cervical Vertebral Maturation-Methode (CVM), mit der anhand von Röntgenaufnahmen der Halswirbel und der Halswirbelform das skelettale Alter bestimmt wird.